# Sylvie Wieviorka
Pour les articles homonymes, voir Wieviorka.
Sylvie Wieviorka, née le 3 février 1950 à Paris, est une psychiatre, universitaire et élue locale parisienne.

## Famille
Elle est la sœur d'Annette Wieviorka, Michel Wieviorka et Olivier Wieviorka.
Ses grands-parents paternels, Juifs polonais, furent arrêtés à Nice pendant la Seconde Guerre mondiale et sont morts à Auschwitz. Le grand-père, Wolf Wiewiorka, est né le 10 mars 1896 à Mińsk Mazowiecki. La grand-mère, Rosa Wiewiorka, née Feldman, est née le 10 août 1897 à Siedlce. Leur dernière adresse à Nice est au 16 rue Reine Jeanne. Ils sont déportés par le convoi no 61, en date du 28 octobre 1943, du camp de Drancy vers Auschwitz. Ils sont détenus avant au camp de transit de Beaune-la-Rolande. Son père, réfugié en Suisse, et sa mère, fille d’un tailleur parisien, réfugiée à Grenoble, survécurent à la guerre,.

## Carrière médicale et universitaire
Médecin-psychiatre spécialisée dans le soin aux toxicomanes, elle est actuellement directrice médicale d’un centre parisien de soins pour toxicomanes. Elle est l'auteure de plusieurs ouvrages et de nombreux articles sur la toxicomanie et enseigne à l'université Paris VIII.
Elle est formatrice depuis de nombreuses années à l'Institut d'études de la famille à Toulouse et Lille auprès d'Éric Trappeniers.
Elle est mariée à Alain Geismar, ancien leader de mai 68, ancien conseiller, chargé de l'éducation, l'université et la recherche, auprès du maire de Paris, Bertrand Delanoë.

## Parcours politique
Sylvie Wieviorka adhère au Parti socialiste (PS) en 1997, après avoir milité dans sa jeunesse dans divers mouvements de gauche non communiste, y compris maoïste. Elle a participé aux travaux de la commission « drogues » du PS depuis 1995 et a été en 1998 et pendant plusieurs années, déléguée nationale aux drogues et toxicomanie du parti.
En 2001, elle a été la directrice de campagne de Pierre Schapira, qui conduit la liste Changeons d’ère pour le deuxième arrondissement de Paris lors de la campagne municipale de 2001. La liste est arrivée en tête, mais à la suite d'un accord politique PS-Verts, c'est un élu écologiste qui devient maire et Sylvie Wieviorka devient première adjointe au maire.
Elle est devenue en 2001 la secrétaire de la section du Parti socialiste du 2e arrondissement de Paris, fonction à laquelle elle fut réélue à deux reprises, en 2002 et 2005. Elle rejoint alors le conseil fédéral, le bureau fédéral, puis le secrétariat fédéral du PS parisien. En 2005, elle est chargée du projet à la fédération de Paris et à ce titre anime les travaux des socialistes parisiens en vue de l’élection municipale de 2008.
Dans le cadre de son mandat d’élue entre 2001 et 2008, chargée de la vie associative, de la démocratie locale, de la prévention et de la sécurité, dans le 2e arrondissement, elle s’est tout particulièrement attachée à la mise en place des conseils de quartier, à la redynamisation de la vie associative et à l’élaboration et au suivi du contrat de sécurité d’arrondissement.
Sylvie Wieviorka est désignée tête de liste pour les élections municipales de 2008 dans le deuxième arrondissement, sur la liste Paris, un temps d’avance de Bertrand Delanoë.
La liste qu'elle conduit arrive en tête à l'issue du premier tour des élections municipales (32 %), talonnée par la liste du maire Vert sortant. En vertu de l'accord de mandature à Paris entre le Parti socialiste et les Verts, sa liste fusionne avec celle du candidat vert Jacques Boutault et elle laisse la tête de la liste à ce dernier. La liste de fusion et de rassemblement de la gauche et de l’écologie recueille 68,34 % des voix au second tour.
Sylvie Wieviorka est donc conseillère de Paris jusqu'aux élections municipales de 2014. Ayant perdu son poste de première adjointe au maire du 2e arrondissement, elle reste néanmoins adjointe au maire du 2e arrondissement chargée de la prévention et de la sécurité jusqu'en 2014.
Elle devient conseillère régionale en mai 2008, à la suite de la démission d’un conseiller régional. En novembre 2008, elle coanime pour le congrès de Reims la motion D, soutenue par Dominique Strauss-Kahn, Laurent Fabius et Martine Aubry.

## Honneurs
- Chevalière de la Légion d'honneur

## Œuvres
- Sylvie Geismar-Wieviorka. Les Toxicomanes. Paris : Le Seuil; 1995.  (ISBN 9782020228848)
- Sylvie Geismar-Wieviorka. Les toxicomanes ne sont pas tous incurables. Paris : Le Seuil; 1998.  (ISBN 9782020326162)
- Sylvie Geismar-Wieviorka, Claude Guionnet, Gilles Guis. La Méthadone. Paris : PUF (coll. Que Sais-je?); 1998.  (ISBN 9782130479437)